# 経験サンプリング法
経験サンプリング法（けいけんサンプリングほう、英語：Experience sampling method）は日記法または生態学的瞬間評価 (EMA, ecological momentary assessment)とも呼ばれる集中的かつ縦断的な研究方法であり、様々な状況と時間の流れの中で、参加者に対して自身の思考や感情、行動、さらに環境について答えさせるものである。

## 解説
この手法では、参加者自身の思考や感情、行動、さらに環境について、その事象が起こった瞬間またはその直後に答えることが求められる。すなわち、その時にその場で答え、後や別の場所で思い出して答えるのではない。以前は記録媒体として、全てのページが同じフォーマットになった日記を参加者に渡していた。この日記の各ページには、心理評定や開かれた質問などその時その場での参加者の状態をアセスメントするためのものがプリントされている。現在では、ESMによる研究は携帯可能な電子デバイスまたはインターネットなどによって自動化して行われている。経験サンプリング法を開発したのはLarsonと Csikszentmihalyiである。
参加者に評価と記録のタイミングを知らせる方法として、プログラムを組み込んだストップウォッチを身につけさせるなどのさまざまな方法がとられている。 観察者も同じストップウォッチを持って、参加者が自身の評価を行っているときと同時に出来事を記録することもできる。参加者に対して事前にこれから起こる出来事を知らせることは避けたほうが良い。その方が予期を避けることができ、その結果、立ち止まって現状について記録を取る時、よりありのままのらしく感じてもらうことができる。逆に、評価が行われるタイミングが時間的に等間隔であることが必要な統計手法を使う場合は評価のタイミングを参加者が予測できるため、結果に制約が課せられることになる。こうした研究の妥当性は反復によって確立され。反復の中から、食事の直後は幸福感が報告されるなどの一定のパターンが見つかってくる。こうして得られた相関は他の因果関係を検証する方法によって確認することができる。こうした方法にベクトル自己回帰などがある。ESMにできるのは相関を示すことだけである。
研究者によっては、経験サンプリングという用語をスマートフォンやウェアラブルセンサー、IOT（Internet of Things)、電子メールやSNSなど、参加者からの明示的な入力を必要としない、受動的な方法で収集したデータも含めることがある。これらの方法が有利な点は、コンプライアンスの向上や長期間の調査について参加者に対して無理を強いることがない点である。この結果、参加者の行動に影響を与えることなく、長期間かつより高い精度のデータをサンプリングすることができる。研究課題の多くは能動的と受動的の双方の形式の経験サンプリングを用いている。

## ソフトウェアおよび関連ツール
iHabitはESMの最初のスマートフォンプラットフォームである。2011年に開発され、それを使った研究が2013年度にPLOS Oneに発表された。 iHabitの開発者は、2015年、第2バージョンのプラットフォームを発表しLifeData システムと名付けた。これを用いた研究成果は2016年度のJAMA Pediatricsに発表された。
このすぐ後に、PIEL調査 (初版2012年)が発表され、これは12以上の学術的研究に利用されている。
その他のESMを含む初期のスマートフォンプラットフォームとして、SurveySignal と Ilumivu （2012年）、MetricWire （2013年）、Instant Survey、Movisens、Aware(オープンソース)がある。最大規模のESMの研究の成果は PSYT's Mappinessアプリによるものである。。PSYTのアプリはESMを通じてデータを集めるだけでなく、利用者に対してデータをフィードバックし、リアルタイムで視覚化し、記録を遡ることができる。その他にも商業ベースとオープンソースのシステムが開発されており、ESMを使う研究者に提供されている。たとえば、BeepMe、Expimetrics がある。Physiqual は、市販のセンサーとサービスプロバイダからのデータを研究者が統合して、ESMに使うことを可能にしている。 Fitbit や Google Fitも同様である。2014年 の時点では、Movisens が活動計や心電図などの生理学的指標をトリガーとしたサンプリングを可能にするシステムを開発している。 unforgettable.meは能動的および受動的な経験サンプリングができる、400以上のデータを統合するプラットホームを提供している。